# Martello
Martello (Martell) é uma comuna italiana da região do Trentino-Alto Ádige, província de Bolzano, com cerca de 899 habitantes. Estende-se por uma área de 142 km², tendo uma densidade populacional de 6 hab/km². Faz fronteira com Laces, Lasa, Peio (TN), Rabbi (TN), Silandro, Stelvio, Ultimo, Valfurva (SO).
É famosa por ser o único município italiano sem habitantes de língua italiana: 100% dos residentes são de língua alemã.

## Demografia
| Variação demográfica do município entre 1861 e 2011                               |
|                                                                                   |
| Fonte: Istituto Nazionale di Statistica (ISTAT) - Elaboração gráfica da Wikipedia |